# 12th & Delaware
12th & Delaware er en dokumentarfilm som foregår på et krise graviditetscenter og en abortklinik på tværs af gaden Fort Pierce, Florida. Filmen blev produceret og filmet af Rachel Grady og Heidi Ewing og dækker centreret og dets patienter over en periode på et år. Filmen viser interviews af de ansatte begge steder, såvel som de gravide kvinder der opsøgte dem. 12th & Delaware premiered on January 24, 2010 at the 2010 Sundance Film Festival in the U.S. Documentary Competition.